# Collines Pembina
Les collines Pembina sont une chaîne de collines située la limite de l'ancien lac glaciaire Agassiz. Elles s'étendent au Manitoba et au Dakota du Nord.

## Géographie

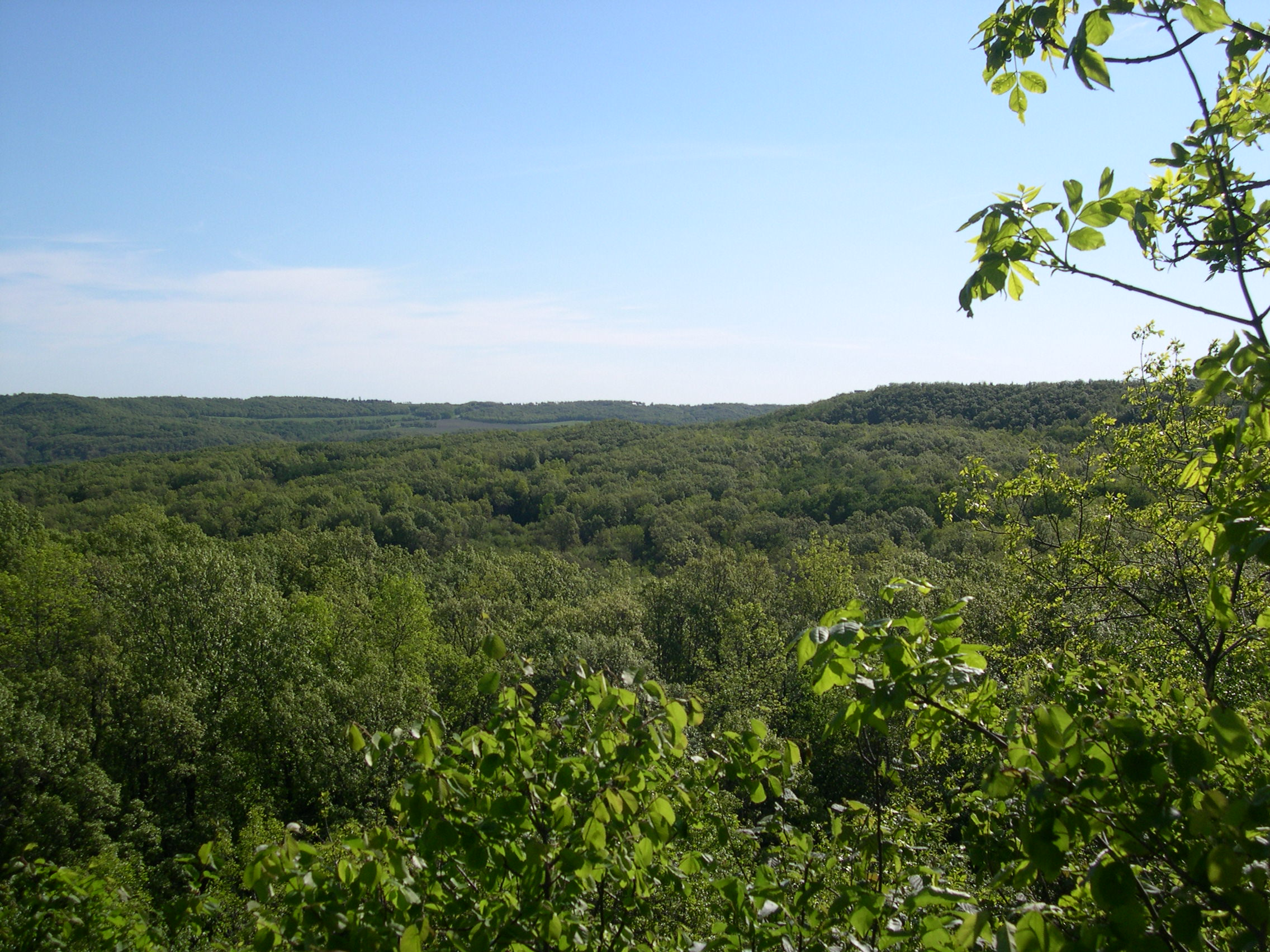
Paysages des collines dans le parc provincial de la Vallée-de-la-Pembina.

Les collines Pembina sont situées à l'ouest de la rivière Rouge au Manitoba et au Dakota du Nord. Elles sont délimitées au nord par la rivière Assiniboine et au sud par la rivière Pembina.